# Roland Victor Pottier
Pour les articles homonymes, voir Pottier.
Roland Victor Pottier, né en 1775, est un ingénieur géographe français. 

## Biographie
Élève de l'École polytechnique en 1795, il fait partie de l'expédition d'Égypte.